# Обрадович, Милан
Ми́лан Обра́дович (серб. Милан Обрадовић / Milan Obradović; род. 3 августа 1977, Белград) — сербский футболист и тренер.

## Биография

### Клубная карьера
В составе московского «Локомотива» провёл 12 игр в Лиге чемпионов (сезоны 2001/02 и 2002/03) и 1 игру в Кубке УЕФА (2001/02). В сезоне 2007/08 сыграл 2 матча в Кубке УЕФА за «Металлист», ещё 2 матча сыграл в Кубке УЕФА за «Металлист» в сезоне 2008/09. В начале 2013 года перешёл в киевский «Арсенал». Дебютировал в первом же матче весенней части сезона в игре против днепропетровского «Днепра». В конце июля 2013 года подписал годичный контракт с белградским «Партизаном» по схеме 1+1. Последний клуб в сезоне 2014 был ОФК Белград. 17 января 2015 объявил о завершении карьеры.

### Тренерская карьера
Тренерскую карьеру начинал в словенском «Копере», работая помощником Славко Матича. В марте 2016 года, после отставки главного тренера, возглавил тренерский штаб этого клуба. В феврале 2017 года стал обладателем тренерской лицензии категории PRO, а уже через несколько дней был назначен главным тренером юношеской сборной Сербии (U-19).
С января 2019 по июнь 2022 года возглавлял сборную Азербайджана по футболу до 21 года.

### Карьера в сборной
В 2000 и 2001 годах выступал за национальную сборную Югославии, сыграл 7 матчей.

## Достижения
- Серебряный призёр чемпионата Югославии: 1999
- Бронзовый призёр чемпионата Югославии (2): 2000, 2001
- Чемпион России: 2002
- Обладатель Кубка России 2001
- Бронзовый призёр чемпионата Украины (6): 2006/07, 2007/08, 2008/09, 2009/10, 2010/11, 2011/12
- Серебряный призёр чемпионата Украины: 2012/13
- Серебряный призёр чемпионата Сербии: 2013/14

## Статистика по сезонам
Данные на 23 июля 2013
| Сезон   | Клуб                     | Матчи | Голы |
| ------- | ------------------------ | ----- | ---- |
| 1998/99 | Обилич                   | 7     | 0    |
| 1999/00 | Обилич                   | 26    | 1    |
| 2000/01 | Обилич                   | 28    | 2    |
| 2001    | Локомотив (Москва)       | 22    | 2    |
| 2002    | Локомотив (Москва)       | 17    | 0    |
| 2003    | Локомотив (Москва)       | 3     | 0    |
| 2003/04 | Боруссия (Мёнхенгладбах) | 8     | 0    |
| 2004/05 | Раднички (Нови-Белград)  | 6     | 0    |
| 2005/06 | Акратитос                | 14    | 0    |
| 2006/07 | Металлист                | 27    | 0    |
| 2007/08 | Металлист                | 25    | 1    |
| 2008/09 | Металлист                | 28    | 5    |
| 2009/10 | Металлист                | 26    | 1    |
| 2010/11 | Металлист                | 26    | 0    |
| 2011/12 | Металлист                | 14    | 0    |
| 2012/13 | Металлист                | 1     | 0    |
| 2012/13 | Арсенал (Киев)           | 11    | 0    |